# Rodès
Rodès (katalanisch gleichlautend) ist eine französische Gemeinde mit 717 Einwohnern (Stand: 1. Januar 2022) im Département Pyrénées-Orientales in der Region Okzitanien. Rodès gehört zum Arrondissement Prades und zum Kanton Le Canigou (bis 2015: Kanton Vinça). Die Einwohner werden Rodésiens genannt.

## Geographie
Rodès liegt am Fuße der Pyrenäen, am Têt, etwa 28 Kilometer westlich von Perpignan. Umgeben wird Rodès von den Nachbargemeinden Trévillach im Norden und Nordwesten, Montalba-le-Château im Norden und Nordosten, Ille-sur-Têt im Osten und Nordosten, Bouleternère im Osten, Boule-d’Amont im Südosten, Glorianes im Süden, Rigarda im Südwesten, Vinça im Westen sowie Arboussols im Westen und Nordwesten.
Durch die Gemeinde führt die Route nationale 116.

## Bevölkerungsentwicklung
| 1962                       | 1968 | 1975 | 1982 | 1990 | 1999 | 2006 | 2012 |
| -------------------------- | ---- | ---- | ---- | ---- | ---- | ---- | ---- |
| 393                        | 401  | 340  | 347  | 407  | 509  | 586  | 626  |
| Quellen: Cassini und INSEE |      |      |      |      |      |      |      |

## Sehenswürdigkeiten
- Kirche Sainte-Marie in Domanova, im 13. Jahrhundert errichtet, im 18. Jahrhundert erneut errichtet, Monument historique seit 1994
- Ruine der romanischen Kirche Saint-Félix in Ropidera
- Kirche Saint-Valentin in Rodès, frühere Kapelle der Burg Rodes, romanischer Kirchbau
- Burg Rodès
- Dolmen La Guardiola
- Dolmen Le Serrat Blanc
- Aquädukt

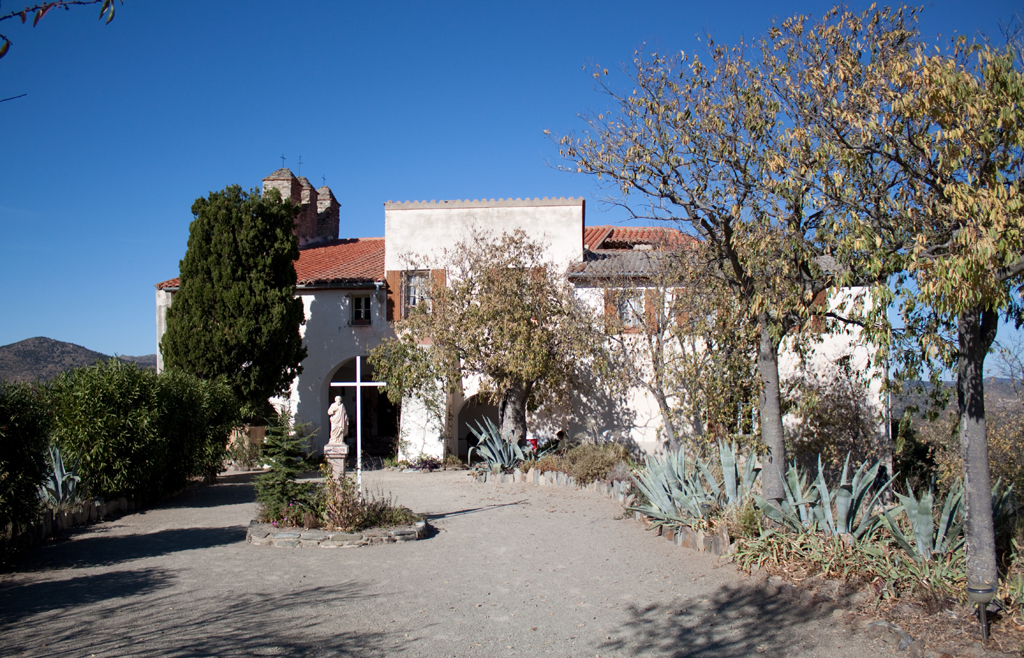
Kirche Sainte-Marie
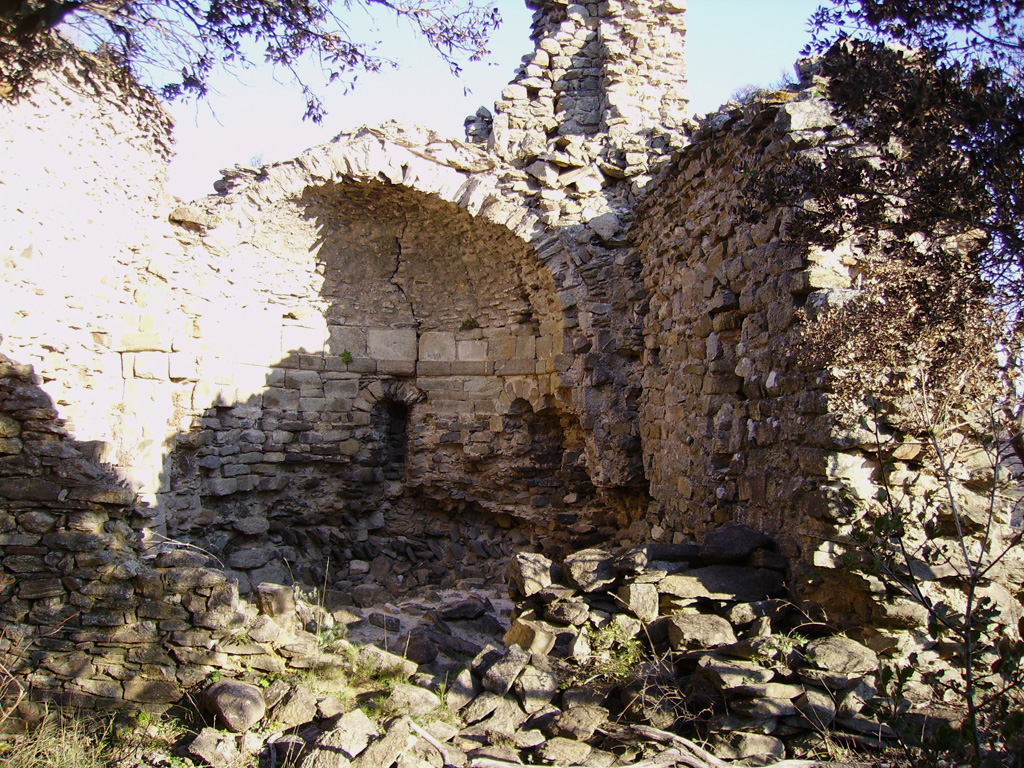
Ruine von Saint-Félix
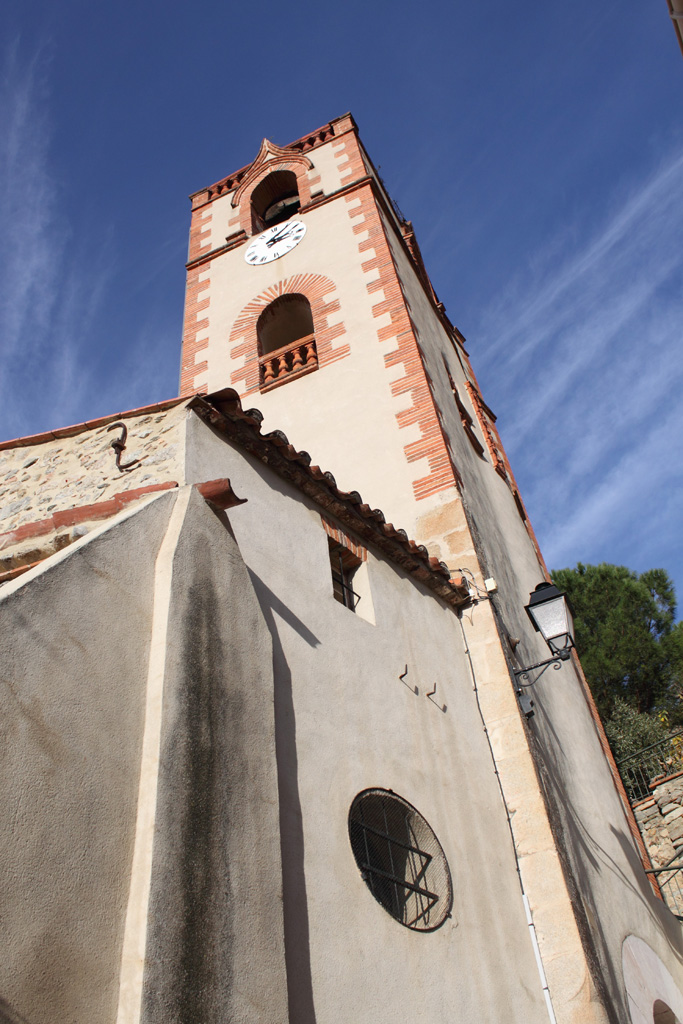
Kirche Saint-Valentin
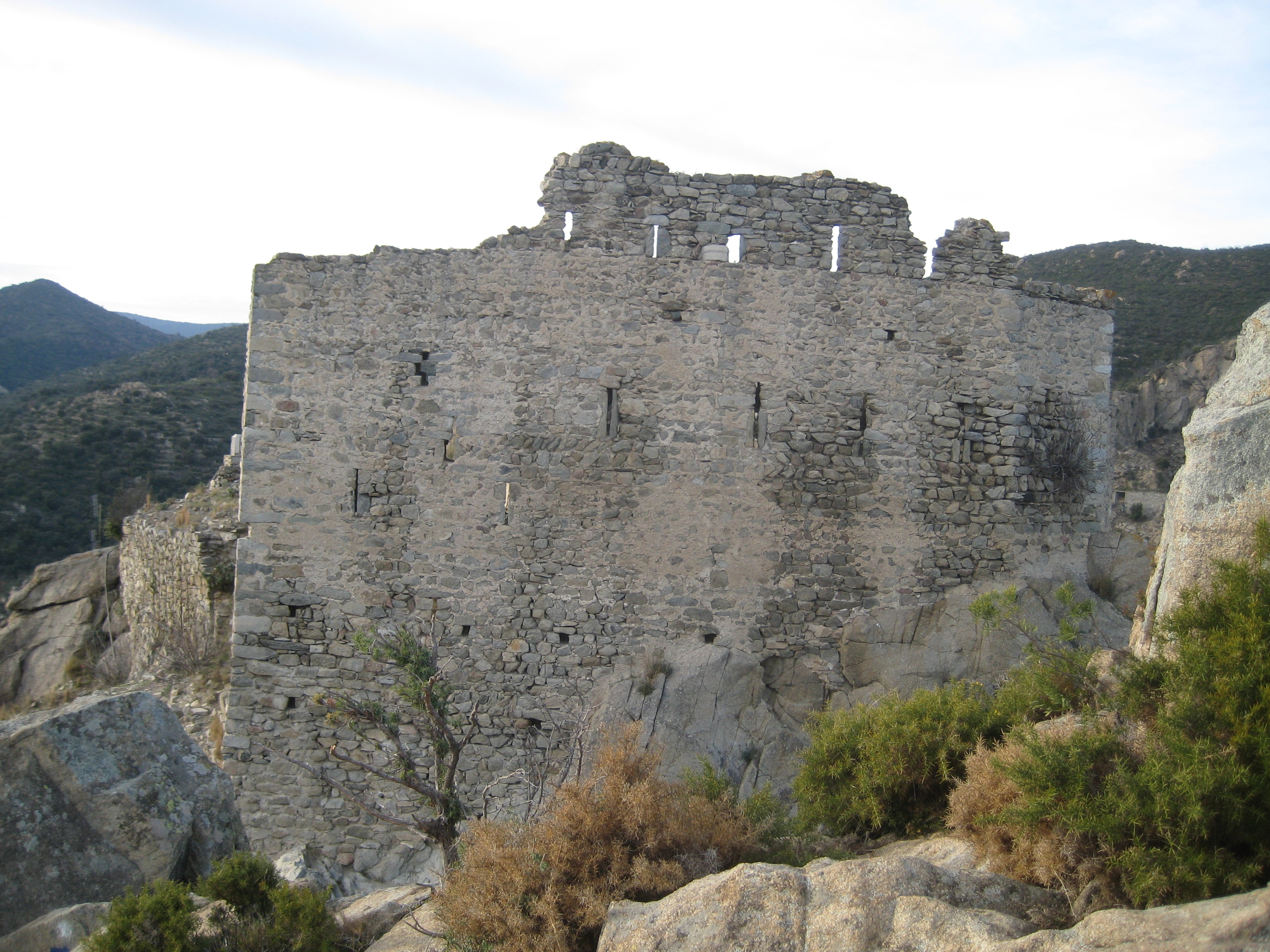
Burg Rodès
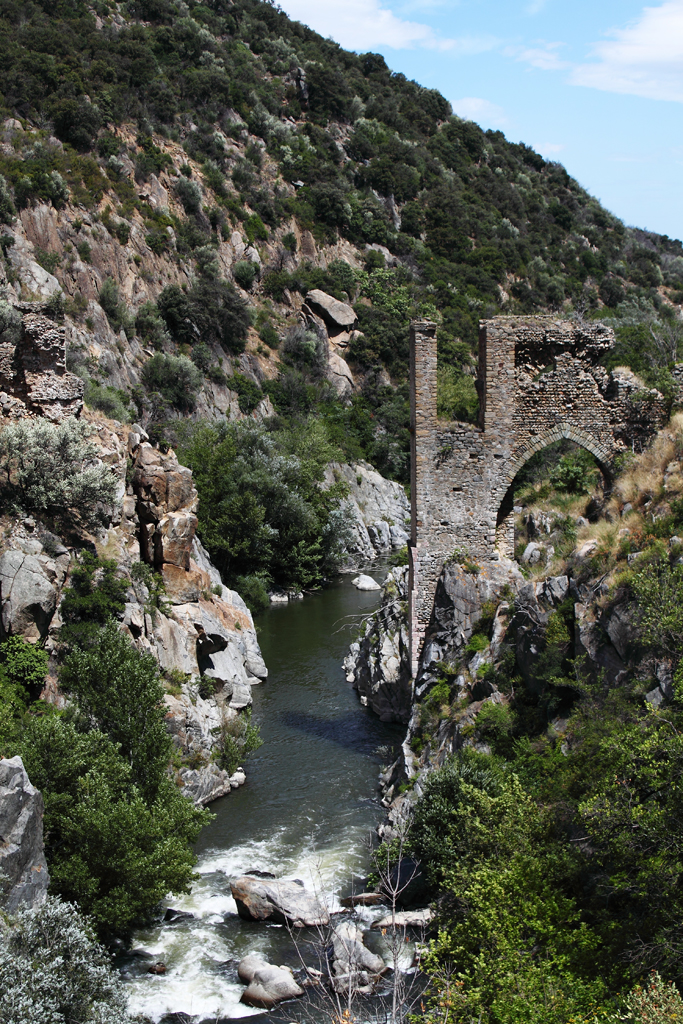
Aquädukt